# Valdecolmenas
Valdecolmenas är en kommun i Spanien.   Den ligger i provinsen Provincia de Cuenca och regionen Kastilien-La Mancha, i den centrala delen av landet, 110 km öster om huvudstaden Madrid. Antalet invånare är 105.